# Macroprotodon mauritanicus
Macroprotodon cucullatus là một loài rắn trong họ Rắn nước. Loài này được Guichenot mô tả khoa học đầu tiên năm 1850.

## Hình ảnh

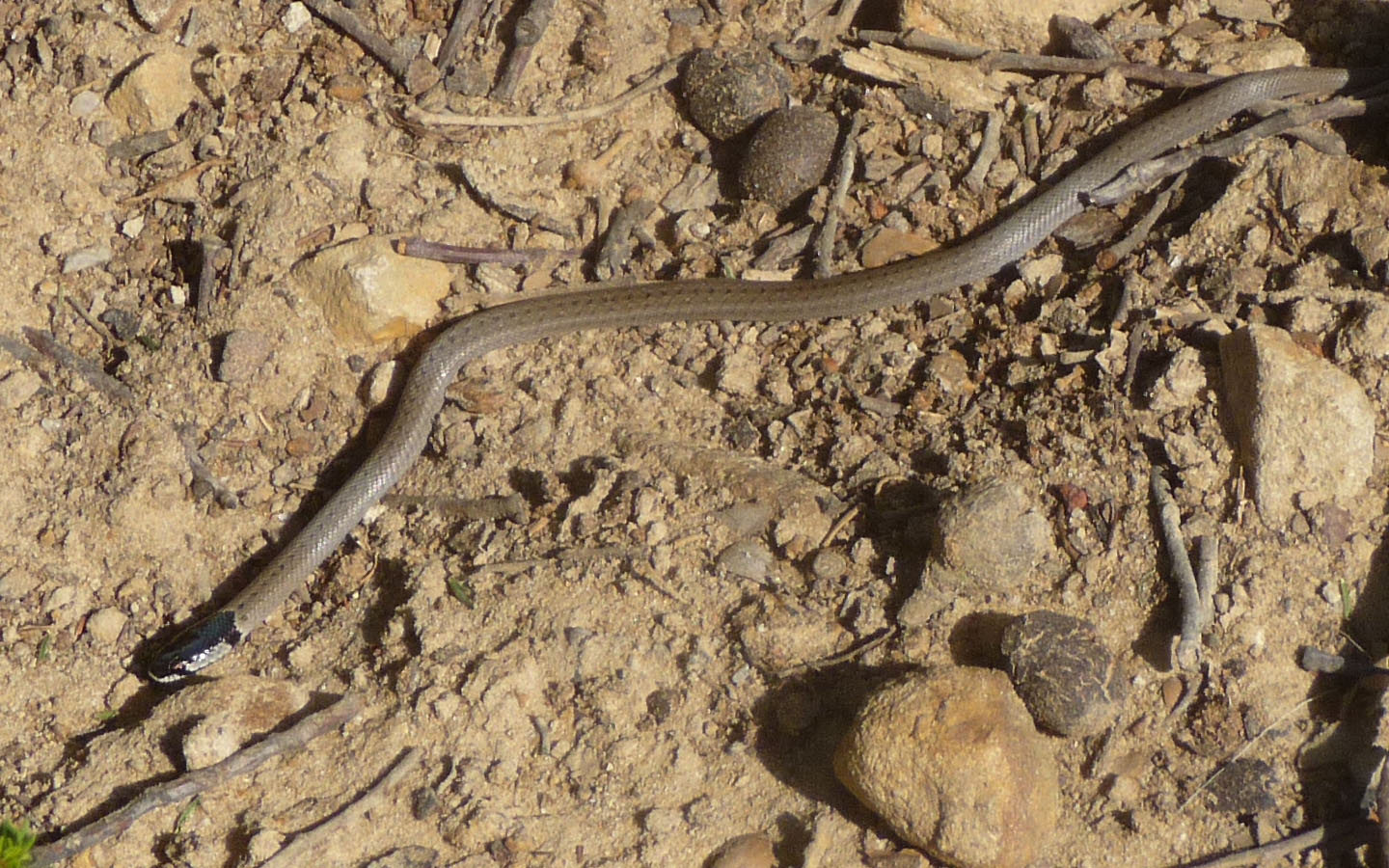